# Cerkev Marijinega vnebovzetja, Nova Štifta
Cerkev Marijinega vnebovzetja je rimskokatoliška romarska cerkev v vasi Nova Štifta, Občina Sodražica, nedaleč od dolenjskega mesta Ribnica. Nahaja se na vzpetini Brinov vrh (622 mnm) nad Ribniškim poljem, ob vzhodnem vznožju Travne gore. Svetišče je bilo zgrajeno v letih 1641−1671 po naročilu ribniškega graščaka Jurija Khisla. Cerkev sestavljata osmerokotna ladja in manjši prezbiterij kvadratnega tlorisa s porezanimi vogali. Zunaj obdaja pročelje pokrit arkadni hodnik, znotraj se dviguje 27 m visoka listna kupola, nad njo je zvonik z baročno kapo. Po mnenju umetnostnih zgodovinarjev je svetišče verjetno posnetek renesančne cerkve Okronane Matere Božje v Lodiju (en) pri Milanu. Stavba je bila vzor mnogim poznejšim sakralnim gradnjam na Slovenskem. Pred cerkvijo sta bili v času gradnje zasajeni dve lipi (visoki okrog 25 m in stari okrog 370 let), v krošnji večje lipe se nahaja lesena uta. Poleg cerkve stoji frančiškanski samostan.

## Legenda
Po ustnem izročilu naj bi se lokacija Nove Štifte prvotno imenovala Brinov grič. Legenda pravi, da naj bi se na tem mestu Marija prikazala pobožnemu kmetu in mu naročila, naj ji okoliški prebivalci pozidajo cerkev. Ljubljanski zgodovinar in operoz Janez Gregor Dolničar je v kroniki zapisal, da je na istem tako imenovanem Brinovem griču že leta 1483 stala kapelica, povečena Mariji, v njeni bližini pa naj bi prebival puščavnik. Ljudje naj bi na posameznih mestih videli »svetlobo«, »goreče plamene«, ki švigajo iz tal, oziroma čudežno prikazovanje luči. Podobne pojave naj bi videli tudi kmetje v bližini Gornjega Grada, kjer je nato zraslo še drugo slovensko naselje z imenom Nova Štifta. Za govorice o nadnaravnih pojavih naj bi izvedel tudi ribniški graščak Jakob Khisl, ki je načrtoval na tem mestu postaviti cerkev. Zaradi zgodnje smrti († 1638) je njegovo delo nadaljeval njegov sin Jurij Jernej. 

## Zgodovina
Poleg rodbine Khisl je bil glavni naročnik zidave tudi ribniški graščak Jurij Andrej Trilek (Trillegh), gradnjo pa je odobril oglejski patriarh Marko Gradonico, saj je ribniška župnija v tedanjem času sodila pod njegovo upravo. Novembra leta 1741 je temeljni kamen blagoslovil ribniški naddiakon in ljubljanski generalni vikar Frančišek Vaccano. Zidava je trajala trideset let, ker se je v času prodaje ribniške graščine iz rok Khislovih v last Trliekovih ustavila. Leta 1671 je cerkev blagoslovil ribniški župnik Schonleben. Leta 1914 je poleg cerkve začel delovati frančiškanski samostan, ki oskrbuje božjo pot. 7. aprila 1925 je cerkev v požaru pogorela, vendar je bila kmalu popolnoma obnovljena. Velika maša, ob kateri se zberejo romarji, je 15. avgusta, ob prazniku Marijinega vnebovzetja.
Ob cerkvi že več let vsakoletno poteka blagoslov motorjev in motoristov. Poleg cerkve je še kapela sv. Jožefa, mimo katere je speljana kalvarija.

## Arhitektura
Cerkev je načrtoval neznani arhitekt. Tloris sestavljata kvadraten prezbiterij z zaobljenimi vogali ter osmerokotna ladja, ki jo z zunanje strani poudarjajo oporniki in arkade. Nad ladjo je kupola z lanterno, skozi katero prihaja zunanja svetloba. Ob levi strani cerkve so pred zvonikom leta 1780 dozidali svete stopnice, ki vodijo do oltarja, na katerem je naslikano Kristusovo križanje. Vse freske sta prispevala slikarja Anton Postl in njegov sin Andrej. Na stenah ob strani stopnic je šest prizorov Kristusovega mučenja: Kristus sreča žalostno mater, Judeževo izdajstvo, molitev na Oljski gori, bičanje, Kristus pod križem in Kronanje.

## Oprema

### Oltarji
Vsi oltarji so izrezljani iz lesa, pobarvani oziroma pozlačeni in posrebreni. Oltarje naj bi po mnenju zgodovinarjev izdelala delavnica italijanskega rezbarja Jurija Scarnosa v Ljubljani.
- Glavni oltar je posvečen Marijinem vnebovzetju. Njeno osrednjo figuro množica angelov na srebrnih oblakih odnaša v nebo. Na levi strani je večji kip svetega Petra, nad njim je manjši kip svetega Janeza Evangelista, na desni strani je večji kip svetega Pavla, nad njim pa kip svetega Andreja. Manjši kipi v vdolbinah atike predstavljajo sveto Katarino in sveto Notburgo. Na levi strani slike Svete Trojice je kip svetega Frančiška Ksaverija, na desni pa Janeza Evangelista.

- Levi stranski oltar je posvečen sveti Ani, ki je zavetnica mater, vdov, delavk in drugo. Osrednja slika na oltarju prikazuje Marijina starša, Ano in Joahima, pred njima pa je Marija z Jezusom v naročju. V oltarni atiki je slika, ki prikazuje Marijino srečanje z Elizabeto. Levi kip na oltarju predstavlja sveto Apolonijo (zaveznica zobozdravnikov), desni kip pa sveto Lucijo (priporočnica za vid).

- Desni stranski oltar je posvečen Karmeljski Materi Božji, sredi oltarja stoji tudi njen kip. V atiki oltarja je podoba Marijinega oznanenja, na levi strani je postavljen kip svetega Urha, na desni pa kip svetega Jurija.

### Slike
Cerkvena ladja ni poslikana, v prezbiteriju pa so nameščene številne votivne podobe, ki so bile cerkvi podarjene v zahvalo za uslišane prošnje. Med njimi je slika novomeškega slikarja Hansa Georga Gaingerfelderja, ki prikazuje Marijo, ki z Jezusom sedi na oblakih, poleg stoji sveti Anton, medtem ko v levem kotu škof priporoča Mariji plemiškega otroka, ki kleči na zemlji. Podoba z letnico 1653, ki jo je ob svojem ozdravljenju daroval vikar Matija Porenta iz Črnomlja, prikazuje vikarja, ki kleči pred Marijo in Jezusom na oblakih. Slika, datirana v leto 1715, prikazuje jezdeca na konju v trenutku, ko se prevrača z mostu v vodo (ljudska votivna podoba). Na sliki iz leta 1721 je bolnica in ob njej mož, ki ji ponuja škapulir. Najmanjšo sliko naj bi podaril vikar Mihael Lamut, ki so ga v Ribnici kot enega zadnjih obtožili čarovništva. Na njej je mož z rožnim vencem, desno je zamreženo ovalno okno, zgoraj na oblaku Marija z Jezusom. Kot redek slikarski primer je nevotivna slika doječe Marije iz 17. stoletja. Nad stranskima vhodoma v cerkev sta dve sliki. Ena prikazuje Sveto družino: Marijo, Jožefa in Jezusa, ki jih z žarki osvetljuje Sveti Duh v podobi goloba; na drugi sliki pa je standardni prizor sv. Jurij ubija zmaja. Med zadnjo obnovo cerkve so okoli leta 1970 v prezbiteriju našli naslikano okno z upodobitvijo predstavnikov rodbine Trilek (Trillegh), donatorjev izgradnje cerkve.

### Orgle
Današnje orgle so v cerkev prišle leta 1904. Kupil jih je duhovnik Karel Klinar, ki je v Novi Štifti deloval 40 let. Orgle, ki imajo dva manuala, 14 registrov in 888 piščali, je izdelal Josef Mauracher iz sv. Florijana v Avstriji, leto kasneje jih je okrasil Janez Vurnik iz Radovljice. Kor je iz 19. stoletja.

## Galerija
- Glavni oltar
- Glavni oltar od blizu
- Hišica v krošnji stare lipe
- Svetlobnica kupole
- Orgle